# Кусксу
Кусксу (англ. kusksu) — традиційний мальтійський суп, приготовлений в основному з бобів, дрібних макаронів та свіжого місцевого сиру джбейна. Дрібні макарони кусксу, що дали назву супу, являють собою мініатюрну пасту, густу, яка ідеально підходящу для тушкування . Після приготування кульки пасти надають супу характерної вершкової та теплої текстури, що робить його ідеальною стравою для подачі в холодну погоду.
Незважаючи на те, що ці маленькі кульки макаронних виробів виглядають як кускус, вони більш легкі та повітряні за текстурою.

## Походження
Враховуючи подібність із кускусом, цілком ймовірно, що суп кусксу виник під час арабської окупації Мальти. Але документальних свідоцтв, що належать до цього періоду, небагато. Надійне джерело, що відноситься до XVIII століття, посилається на макарони у формі перцю, припускаючи, що макарони кусксу були основним продуктом мальтійської дієти.

## Інгредієнти

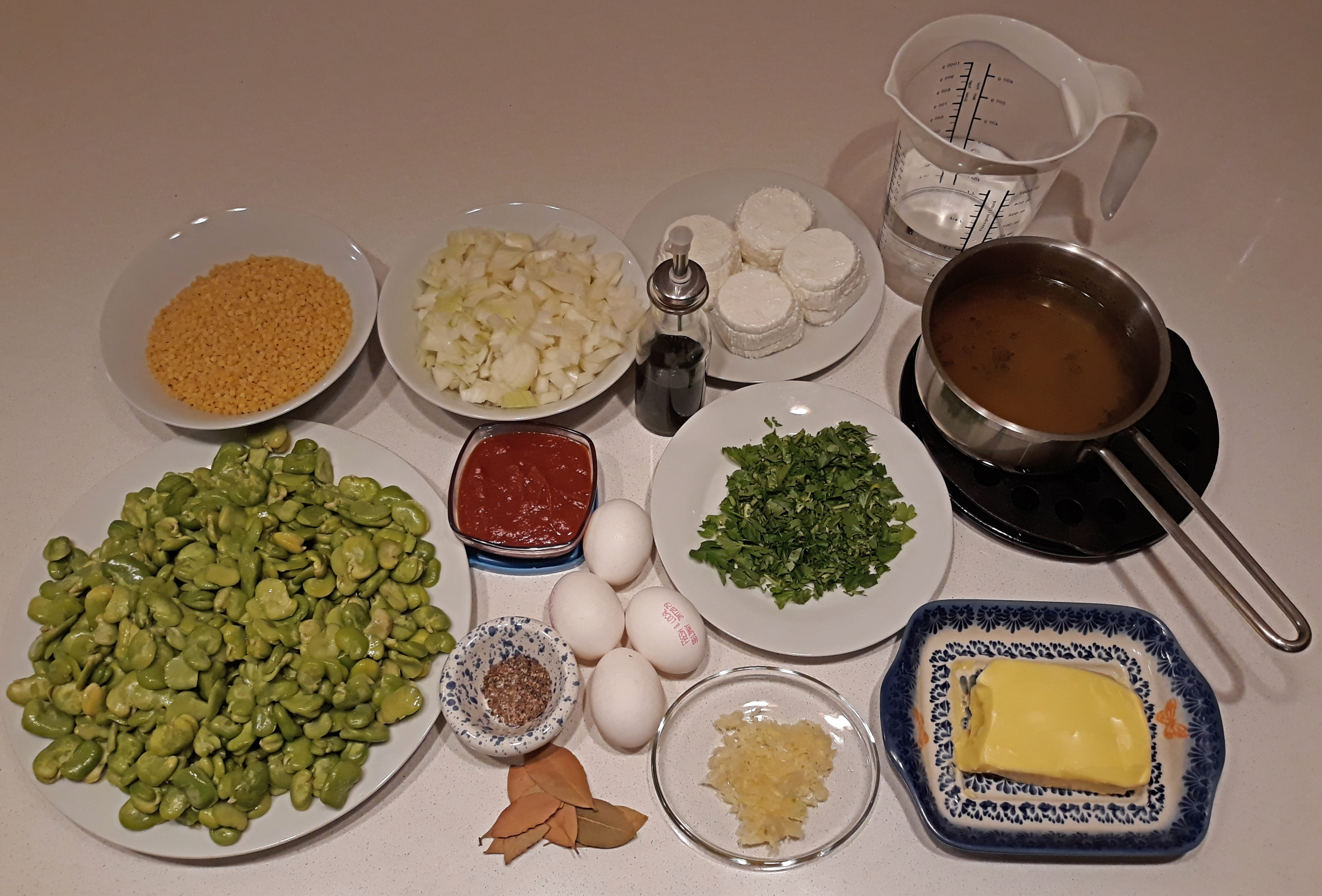
Основні інгредієнти для кусксу

Основним інгредієнтом, що використовується в кусксу, є боби, по-місцевому ful. На Мальті боби зазвичай висівають у грудні і збирають ранньою весною. . Їх вирощування практично не вимагає догляду, і більшість мальтійських фермерів не поливають свій урожай. У 2016 році Національне статистичне управління Мальти повідомило, що на офіційних ринках було продано 595 тонн бобів.. Ця цифра дозволяє зрозуміти, чому деякі місцеві мешканці називають боб садовий «культовою» или «любимой»  бобовою культурою Мальти.
Маленькі макаронні вироби, відомі як кусксу, є ще одним ключовим інгредієнтом. Окрім назви супу, макарони, які розміром «трохи більше коріандру», додають «неймовірну текстуру, не схожу ні на що інше». Паста кусксу, яку не слід плутати з кускусом, широко доступна на Мальті, проте цей ключовий інгредієнт важко знайти на міжнародних ринках. Хоча альтернативи існують, вони не завжди можуть дати найкращі результати.
Інші інгредієнти, які зазвичай містяться в кусксу включають мальтійський сир, який зазвичай додають безпосередньо перед подачею на стіл; велика кількість цибулі та часнику, обсмажених на оливковій олії або вершковому маслі; лавровий лист; томатна паста; яйця, які зазвичай варять у самому супі, а не окремо; вода або овочевий бульйон; сіль та перець для приправи та петрушка для прикраси.

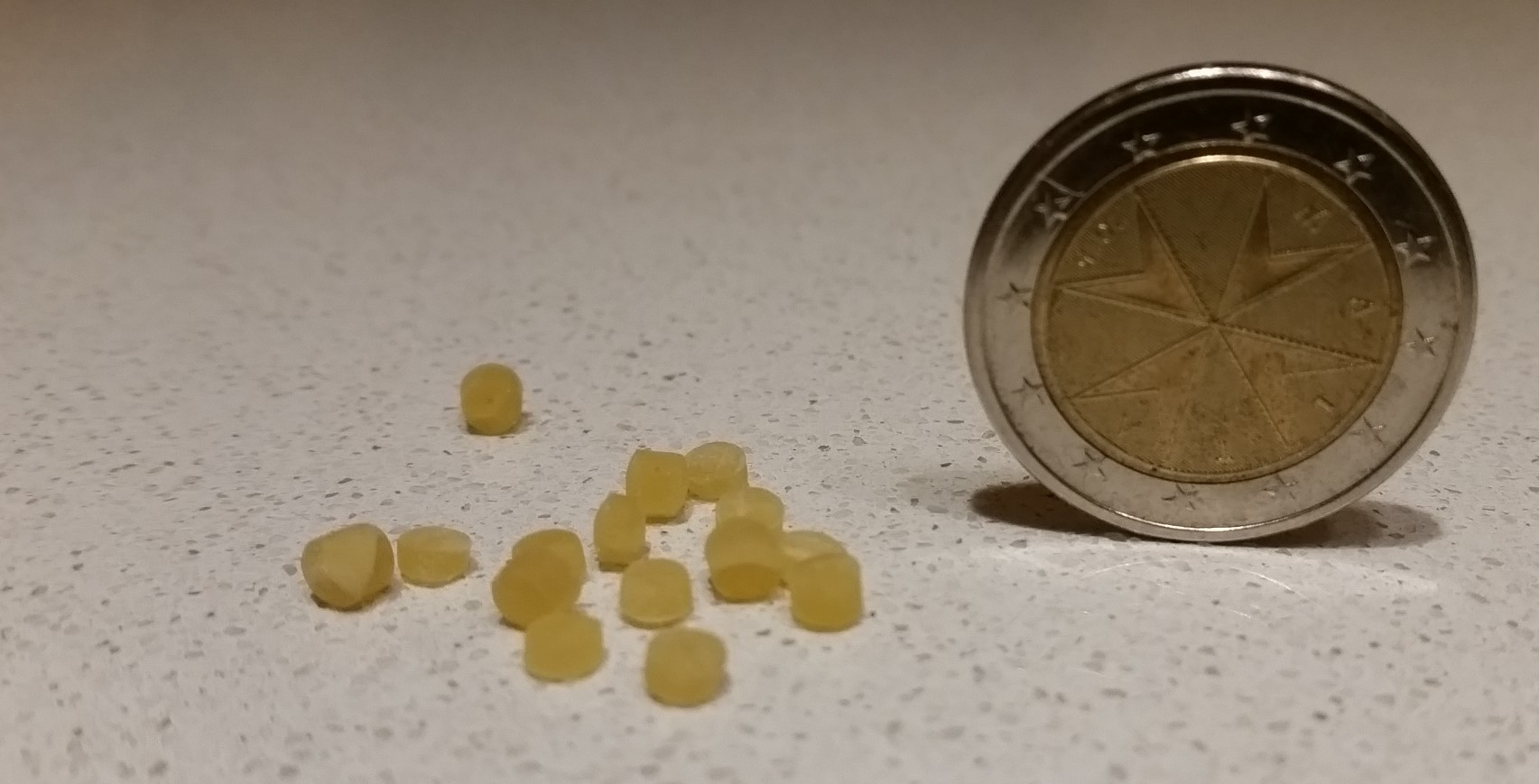
Мініатюрні макарони куску та монета 2 євро

## Варіації
Існує кілька версій цієї популярної мальтійської страви. Деякі додали рибу, у той час як інші додали в свій рецепт кускус бекон, капусту та гарбуз. Тим не менш, «автентичніші» або, можливо, «оригінальні» версії страви kusksu bil-ful (кусксу з квасолею) , як правило, містять меншу кількість і простіші сезонні інгредієнти. 
У 2002 році MaltaPost випустила серію марок, присвячених мальтійській кухні, до якої було включено більш традиційну версію страви — kusksu bil-ful .